# Ault
Ault là một xã ở tỉnh Somme trong vùng Hauts-de-France phía bắc Pháp.

## Địa lý
Thị trấn này tọa lạc bên eo biển Anh, trên đường D19, 20 dặm Anh về phía tây của Abbeville, về phía tây nam của tỉnh. Xã này có các mỏm đá nằm sát các bãi biển. Về phía nam của là vùng rừng.

## Dân số
| 1962                                                         | 1968 | 1975 | 1982 | 1990 | 1999 | 2004 |
| ------------------------------------------------------------ | ---- | ---- | ---- | ---- | ---- | ---- |
| 1996                                                         | 2014 | 2192 | 2058 | 2054 | 2070 | 1935 |
| Số liệu điều tra dân số từ năm 1962, dân số không tính trùng |      |      |      |      |      |      |